# Gauselfingen
Gauselfingen ist ein Dorf auf der Schwäbischen Alb in Baden-Württemberg. Es liegt 697 m ü. NN und hat 1059 Einwohner (Stand 31. Dezember 2024) Gauselfingen gehört seit 1974 zur Stadt Burladingen. Es liegt fünf Kilometer südöstlich davon.

## Geschichte
Auf der Gemarkung von Gauselfingen wurden drei prähistorische Grabhügel, Gräber aus der La-Tène-Zeit, aus keltischer und frühalemannischer Zeit entdeckt. Gauselfingen wird 772 in einer Schenkungsurkunde an das Kloster Lorsch im Lorscher Codex erstmals erwähnt. Im Mittelalter gehörte der Ort der Adelsfamilie Hölnsteiner. Von 1478 bis 1482 erwarben die Grafen von Zollern den Ort nach und nach von anderen Grundherren. Im 16. Jahrhundert kam Gauselfingen zum Amt Burladingen. Das Dorf hatte 1693 64, 1780 280 und 1871 bereits 561 Einwohner.
Durch den Bahnanschluss um 1910 setzte eine wirtschaftliche Entwicklung ein, die von der Textilindustrie dominiert wurde. In der Wirtschaftswunder-Zeit nach dem Zweiten Weltkrieg entwickelte sich ein moderner Industriestandort. Die Strukturkrise der Textilindustrie hat Gauselfingen seit den 1970er Jahren besonders hart getroffen. Alle Betriebe der Vor- und Nachkriegszeit gibt es heute nicht mehr.
Am 1. Januar 1974 wurde Gauselfingen in die Stadt Burladingen eingegliedert.

### Religion

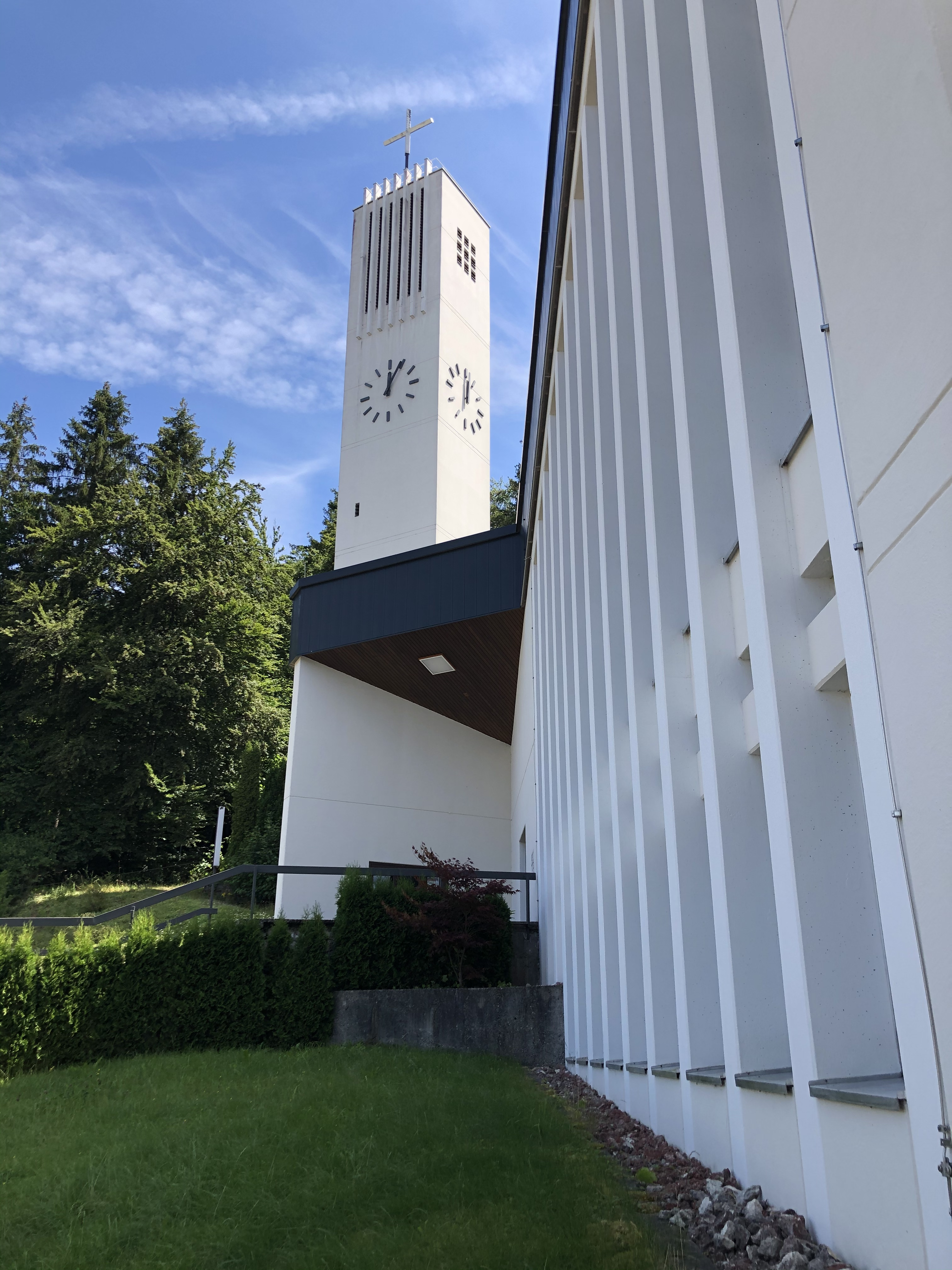
Katholische Kirche St. Peter und Paul

Gauselfingens Bevölkerung ist überwiegend römisch-katholischer Konfession. Die katholische Kirchengemeinde Burladingen-Jungingen ist über das Dekanat Zollern der Erzdiözese Freiburg zugehörig. Evangelische Kirchenmitglieder gehören heute der Evangelischen Landeskirche in Württemberg an, bis 1950 gehörte der Kirchenkreis Hohenzollern zur Evangelischen Kirche im Rheinland. In den evangelischen Gemeinden in Hohenzollern hat die altpreußische Gottesdienstform auf Wunsch der Gemeinden auch weiterhin Bestand. Eine evangelische Kirche wurde in Gauselfingen 1958 gestiftet.

## Wirtschaft und Infrastruktur

### Verkehr
Durch das Dorf führen die Bundesstraße 32 und die Stammstrecke der Hohenzollerischen Landesbahn von Hechingen nach Sigmaringen.

### WIR Projekt
1985 erwarb ein Verein die von Jeremis Conrad Maier erbaute Textilfabrik beim Bahnhof. Nachdem etliche Firmen mit den Gegebenheiten wie der maximalen Deckentraglast in den ehemaligen Nähsälen von 1911 nicht mehr zurecht kamen, wird zusätzlicher Wohnraum geschaffen.

#### Mehrgenerationenhaus
Im Jercoma-Gebäude – einem Mehrgenerationenhaus – wird neben der Wohnmöglichkeit auch eine Arbeitsmöglichkeit geboten. Küche und Bad werden teilweise geteilt, man hat einmal monatlich ein gemeinsames Frühstück, bei dem besprochen wird, was erledigt werden muss.